# Max Caspar

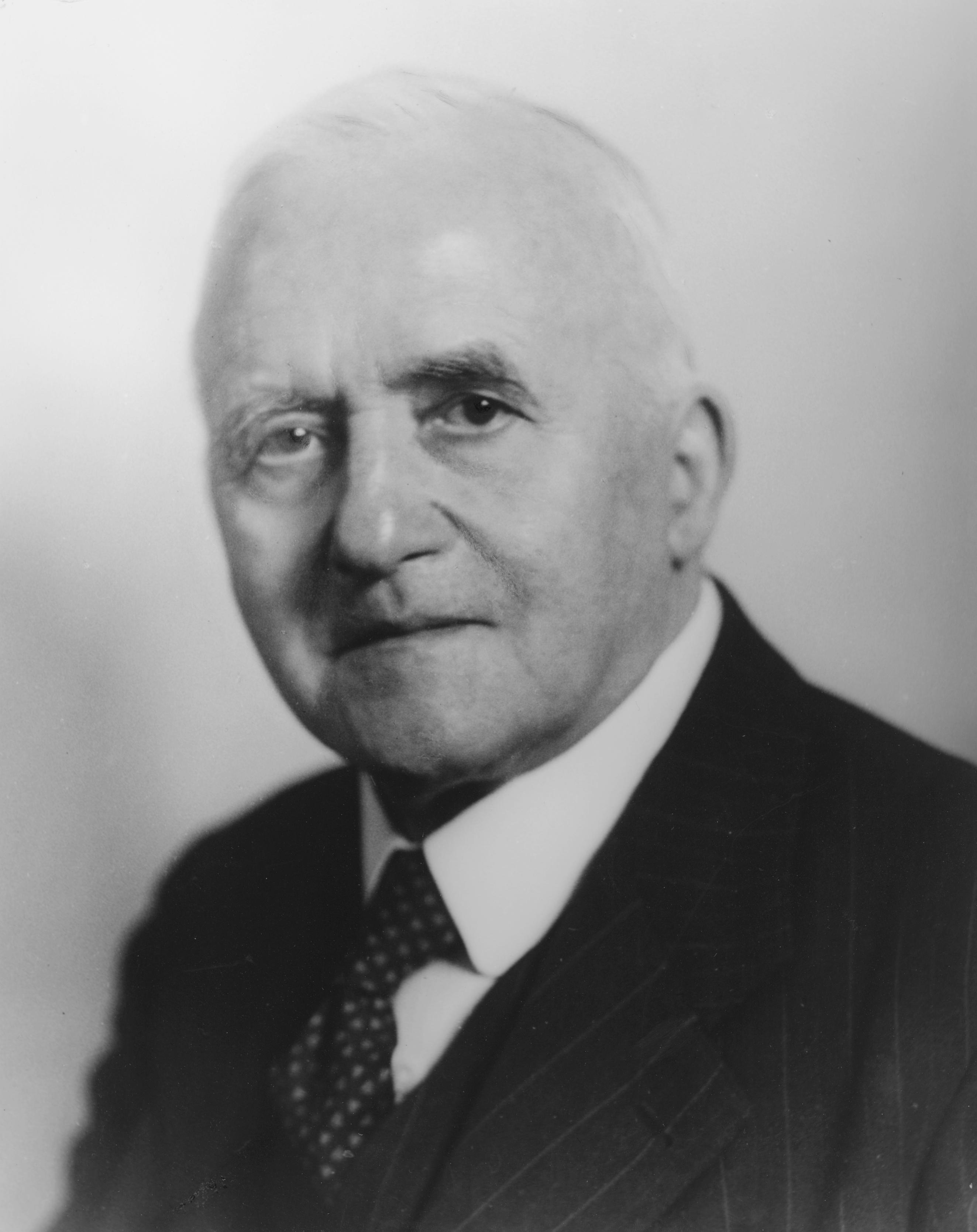
Porträt Max Caspar (Quelle: Kepler-Gesellschaft).

Max Caspar (* 7. Mai 1880 in Friedrichshafen; † 1. September 1956 in München) war ein deutscher Astronomiehistoriker und Herausgeber der Werke von Johannes Kepler.

## Leben
Caspar besuchte die Lateinschule in Rottenburg am Neckar und das Obergymnasium in Ehingen. 1900 bis 1904 studierte er in Tübingen Theologie und Mathematik und begann nach dem theologischen Staatsexamen die praktische theologische Ausbildung in Rottenburg. Ab 1906 studierte er weiter Mathematik an der Technischen Hochschule Stuttgart und danach in Göttingen bei Felix Klein und David Hilbert, bevor er 1907/08 die Lehramtsprüfungen in Stuttgart ablegte und 1908 bei Alexander von Brill in Tübingen mit der Schrift Über die Darstellbarkeit der homomorphen Formenscharen durch Poincarésche Z-Reihen promoviert wurde, die er in Göttingen anfertigte. Er war danach Mathematiklehrer in Ravensburg (1909–1916), Rottweil (1916–1928, als Gymnasialprofessor) und Cannstatt (1928–1934). Danach wurde er für die Kepler-Forschung beurlaubt und widmete sich bis zu seinem Tod der Herausgabe der Werke Keplers.
Max Caspar war der Bruder des Malers Karl Caspar.

## Werk
Die Anregung für seine Beschäftigung mit Kepler erhielt er durch Alexander von Brill, der auch Vorlesungen über Himmelsmechanik hielt. Caspar veröffentlichte deutsche Übersetzungen von Keplers Mysterium Cosmographicum (Weltgeheimnis, 1923), der Astronomia Nova (Neue Astronomie, 1929) und der Harmonice Mundi (Weltharmonik, 1939). Dies hatte ihm die Aufmerksamkeit Walther von Dycks verschafft, Initiator einer Neuausgabe der Gesammelten Werke Keplers durch eine Kommission bei der Bayerischen Akademie der Wissenschaften in München auf Grundlage der unvollständigen und inzwischen überholten ersten Werkausgabe Keplers von Christian von Frisch Mitte des 19. Jahrhunderts. Als van Dyck 1934 starb, wurde Caspar wissenschaftlicher Leiter der Edition. Er gab von den insgesamt 26 Bänden die folgenden heraus (alle beim Beck-Verlag in München):
- Bd. 1: Mysterium Cosmographicum, De Stella Nova, 1938
- Bd. 3: Astronomia Nova, 1937
- Bd. 4: Kleinere Schriften 1602/1611, Dioptrice, 1941 (zusammen mit Hammer)
- Bd. 6: Harmonice Mundi, 1940
- Bd. 7: Epitome Astronomiae Copernicanae, 1953
- Bd. 13: Briefe 1590–1599, 1945
- Bd. 14: Briefe 1599–1603, 1949
- Bd. 15: Briefe 1604–1607, 1951
- Bd. 16: Briefe 1607–1611, 1954
- Bd. 17: Briefe 1612–1620, 1955
- Bd. 18: Briefe 1620–1630, 1959.

Nach Caspars Tod übernahm sein langjähriger Mitarbeiter Franz Hammer die Editionsleitung. Caspar war der führende Kepler-Spezialist und schrieb die erste umfassende Biographie Keplers, gab den ersten Band der Kepler-Bibliographie heraus und übersetzte die lateinischen Briefe Keplers.
Auf Initiative Caspars wurde auch 1938 das Geburtshaus Keplers in Weil der Stadt durch den eigens gegründeten Verein Keplerhaus (heute Kepler-Gesellschaft) angekauft, renoviert und 1940 als Kepler-Museum eröffnet. Caspar war 1. Vorsitzender der Kepler-Gesellschaft.
In den 1940er Jahren war er auch Vorsitzender der Kopernikus-Kommission, die an einer Gesamtausgabe arbeitete (siehe Nicolaus Copernicus Gesamtausgabe).
Caspar war Ehrendoktor der Universität Tübingen. Er erhielt 1943 die Leibniz-Medaille der Preußischen Akademie der Wissenschaften in Silber und war ab 1941 Mitglied der Leopoldina. 1940 wurde er Ehrenbürger Weil der Stadts.

## Schriften
- als Hrsg.: Johannes Kepler, Gesammelte Werke. 22 Bde. (in 26). Beck, München, 1937–2017.
- Über die Darstellbarkeit der homomorphen Formenscharen durch Poincarésche Z-Reihen. Dissertation Universität Tübingen. Noske, Borna/Leipzig 1908.
- Johannes Keplers wissenschaftliche und philosophische Stellung. In: Corona. Band 5. 1934/1935, S. 293–325.
- mit Walther von Dyck: Johannes Kepler in seinen Briefen. 2 Bde. Oldenbourg, München/Berlin 1930.
- mit Ludwig Rothenfelder, Martha List und Jürgen Hamel: Bibliographia Kepleriana. Beck, München, Bd. 1 2. A. 1968, Bd. 2 1998.
- Johannes Kepler. Kepler-Gesellschaft, Weil der Stadt, 5. A. 2019 (englische Übersetzung Dover, New York, 1959).